# Bisetifer
Bisetifer cephalotus es una especie de araña araneomorfa de la familia Linyphiidae. Es el único miembro del género monotípico Bisetifer.

## Distribución
Se encuentra en los distritos Sur y Noroeste en Rusia, en Azerbayan y en Georgia.  